# تجاوز الأزمة
في التسويق، يشير مصطلح تجاوز الأزمة إلى عملية متكاملة تهدف إلى تحريك حصة السوق وزيادة المبيعات لمنتج معين في إطار زمني محدد.